# Go Live
Go Live – pierwszy album studyjny południowokoreańskiej grupy Stray Kids, wydany 17 czerwca 2020 roku przez wytwórnię JYP Entertainment. Płytę promował singel „God’s Menu”.
Repackage albumu, zatytułowany In Life, ukazał się 14 września 2020 roku. Zawierał osiem nowe utwory, w tym główny singel „Back Door”.

## Lista utworów

### Go Live
| CD  | CD                                       | CD                                                  | CD                                                                              | CD                                            | CD      |
| Nr  | Tytuł utworu                             | Tekst                                               | Kompozycja                                                                      | Aranżacja                                     | Długość |
| --- | ---------------------------------------- | --------------------------------------------------- | ------------------------------------------------------------------------------- | --------------------------------------------- | ------- |
| 1.  | „Go Live” (kor. GO生')                   | Bang Chan (3Racha), Changbin (3Racha), Han (3Racha) | Bang Chan, Changbin, Han, Amanda MNDR Warner, Peter Wade Keusch                 | Amanda MNDR Warner, Peter Wade Keusch         | 1:51    |
| 2.  | „God’s Menu” (kor. 神메뉴)               | Bang Chan, Changbin, Han                            | Bang Chan, Changbin, Han, Versachoi                                             | Versachoi                                     | 2:48    |
| 3.  | „Easy”                                   | Bang Chan, Changbin, Han                            | Bang Chan, Changbin, Han, Michael Daley, Mike J, Henry Oyekanmi, Mitchell Owens | Michael Daley, Mitchell Owens                 | 3:03    |
| 4.  | „Pacemaker”                              | Bang Chan, Changbin, Han, Jinri (Full8loom)         | Bang Chan, Changbin, Han, Jinri, Glory Face (Full8loom), Jake K                 | Glory Face, Jake K                            | 3:11    |
| 5.  | „Airplane” (kor. 비행기)                 | MosPick, $un, Young Chance, Bang Chan, Changbin     | MosPick, $un, Young Chance, Bang Chan, Changbin                                 | MosPick, $un                                  | 3:35    |
| 6.  | „Another Day” (kor. 일상)                | Han                                                 | Han, Bang Chan                                                                  | Bang Chan                                     | 2:47    |
| 7.  | „Phobia”                                 | Bang Chan, Changbin, Han, Versachoi                 | Versachoi, Albin Nordqvist                                                      | Versachoi                                     | 3:33    |
| 8.  | „Blueprint” (kor. 청사진)                | Bang Chan, Changbin, Han, Lee Seu-ran, Earattack    | Earattack, Eniac                                                                | Earattack, Eniac                              | 4:11    |
| 9.  | „Ta” (kor. 타)                           | Bang Chan, Changbin, Han                            | Bang Chan, Changbin, Han, Lee Hae-sol                                           | Lee Hae-sol                                   | 3:29    |
| 10. | „Haven”                                  | Bang Chan                                           | Bang Chan, Versachoi                                                            | Bang Chan, Versachoi                          | 3:20    |
| 11. | „Top” (Tower of God OP)                  | Bang Chan, Changbin, Han, Armadillo                 | Bang Chan, Changbin, Han, Armadillo, Rangga, Gwon Yeong-chan                    | Armadillo, Bang Chan, Rangga, Gwon Yeong-chan | 3:06    |
| 12. | „Slump” (Tower of God ED)                | Han                                                 | Han, Bang Chan                                                                  | Bang Chan                                     | 2:12    |
| 13. | „Mixtape: Gone Days”                     | Bang Chan                                           | Bang Chan, Trippy                                                               | Giriboy, Minit                                | 3:15    |
| 14. | „Mixtape: On Track” (kor. 바보라도 알아) | Changbin, KZ, B.O.                                  | Changbin, KZ, Tae Bong-ee, B.O.                                                 | KZ, Tae Bong-ee                               | 3:28    |

### In Life
| CD  | CD                                               | CD                                               | CD                                                                              | CD                                    | CD      |
| Nr  | Tytuł utworu                                     | Tekst                                            | Kompozycja                                                                      | Aranżacja                             | Długość |
| --- | ------------------------------------------------ | ------------------------------------------------ | ------------------------------------------------------------------------------- | ------------------------------------- | ------- |
| 1.  | „The Tortoise and the Hare” (kor. 토끼와 거북이) | Bang Chan, Changbin, Han                         | Bang Chan, Changbin, Han, Amanda MNDR Warner, Peter Wade Keusch                 | Amanda MNDR Warner, Peter Wade Keusch | 3:44    |
| 2.  | „Back Door”                                      | Bang Chan, Changbin, Han                         | Bang Chan, Changbin, Han, HotSauce                                              | HotSauce, Bang Chan                   | 3:09    |
| 3.  | „B Me”                                           | Bang Chan, Changbin, Han, Earattack              | Bang Chan, Changbin, Han, Earattack                                             | Earattack, Larmook                    | 3:25    |
| 4.  | „Any” (kor. 아니)                                | Bang Chan, Changbin, Han                         | Bang Chan, Changbin, Han, Matluck, Tele                                         | Tele, Bang Chan                       | 2:49    |
| 5.  | „Ex” (kor. 미친 놈)                              | Bang Chan, Changbin                              | Bang Chan, Changbin, HotSauce                                                   | HotSauce                              | 3:37    |
| 6.  | „We Go” (Bang Chan, Changbin, Han)               | Bang Chan, Changbin, Han                         | Bang Chan, Nick Furlong, Dallas Koehlke                                         | DallasK, Bang Chan                    | 2:38    |
| 7.  | „Wow” (Lee Know, Hyunjin, Felix)                 | Lee Know, Hyunjin, Felix, Kass                   | Christopher Worthly, Massimo Del Gaudio, Andreas Ringblom                       | Andreas Ringblom                      | 3:14    |
| 8.  | „My Universe” (Seungmin, I.N, Changbin)          | Iggy, Ung Kim, Changbin, Seungmin, I.N           | Iggy, Ung Kim                                                                   | Ung Kim                               | 3:23    |
| 9.  | „God’s Menu” (kor. 神메뉴)                       | Bang Chan, Changbin, Han                         | Bang Chan, Changbin, Han, Versachoi                                             | Versachoi                             | 2:48    |
| 10. | „Easy”                                           | Bang Chan, Changbin, Han                         | Bang Chan, Changbin, Han, Michael Daley, Mike J, Henry Oyekanmi, Mitchell Owens | Michael Daley, Mitchell Owens         | 3:03    |
| 11. | „Pacemaker”                                      | Bang Chan, Changbin, Han, Jinri (Full8loom)      | Bang Chan, Changbin, Han, Jinri, Glory Face (Full8loom), Jake K                 | Glory Face, Jake K                    | 3:11    |
| 12. | „Airplane” (kor. 비행기)                         | MosPick, $un, Young Chance, Bang Chan, Changbin  | MosPick, $un, Young Chance, Bang Chan, Changbin                                 | MosPick, $un                          | 3:35    |
| 13. | „Another Day” (kor. 일상)                        | Han                                              | Han, Bang Chan                                                                  | Bang Chan                             | 2:47    |
| 14. | „Phobia”                                         | Bang Chan, Changbin, Han, Versachoi              | Versachoi, Albin Nordqvist                                                      | Versachoi                             | 3:33    |
| 15. | „Blueprint” (kor. 청사진)                        | Lee Seu-ran, Earattack, Bang Chan, Changbin, Han | Earattack, Eniac                                                                | Earattack, Eniac                      | 4:11    |
| 16. | „Ta” (kor. 타)                                   | Bang Chan, Changbin, Han                         | Bang Chan, Changbin, Han, Lee Hae-sol                                           | Lee Hae-sol                           | 3:29    |
| 17. | „Haven”                                          | Bang Chan                                        | Bang Chan, Versachoi                                                            | Bang Chan, Versachoi                  | 3:20    |

## Notowania
| Lista                                    | Pozycja | Pozycja |
| Lista                                    | Go Live | In Life |
| ---------------------------------------- | ------- | ------- |
| Gaon Weekly Album Chart                  | 1       | 1       |
| Austrian Albums (Ö3 Austria Top 40)      | 27      | –       |
| Belgian Albums (Ultratop Flanders)       | 42      | 36      |
| Belgian Albums (Ultratop Wallonia)       | 61      | 53      |
| Dutch Albums (Album Top 100)             | –       | 78      |
| Finnish Albums (Suomen virallinen lista) | 38      | 39      |
| French Albums (SNEP)                     | 54      | –       |
| German Albums (Offizielle Top 100)       | 13      | –       |
| Hungarian Albums (MAHASZ)                | 10      | 5       |
| Oricon Weekly Album Chart (Japonia)      | 6       | –       |
| Billboard Japan Hot Albums               | 40      | 45      |
| Polish Albums (ZPAV)                     | 5       | –       |
| Spanish Albums (PROMUSICAE)              | 43      | –       |
| Swiss Albums (Schweizer Hitparade)       | 43      | –       |
| UK Digital Albums (OCC)                  | 69      | 53      |
| World Albums (Billboard)                 | 4       | 4       |

## Nagrody w programach muzycznych
| Program               | Data             | Źródło |
| --------------------- | ---------------- | ------ |
| Show Champion (MBC M) | 23 września 2020 | [ 20 ] |
| M Countdown (Mnet)    | 24 września 2020 | [ 21 ] |

## Sprzedaż i certyfikaty

### Go Live
| Kraj             | Sprzedaż |
| ---------------- | -------- |
| Japonia          | 39 911+  |
| Korea Południowa | 518 154+ |

### In Life
| Kraj             | Sprzedaż |
| ---------------- | -------- |
| Korea Południowa | 604 882+ |
| USA              | 8000+    |